# ماتيو مورال
ماتيو مورال Mateu Morral (1880 – 1906) هو فوضوي إسباني، اشتهر بقيامه بمحاولة اغتيال ألفونسو الثالث عشر ملك إسبانيا وزوجته فيكتوريا يوجينا، في 31 مايو 1906 يوم زواجهما.
ولد في برشلونة وكان أبوه تاجر أقمشة، وتعلم عدة لغات وسافر إلى ألمانيا حيث تعرف على المبادئ الفوضوية واعتنقها. ثم عاد إلى إسبانيا وترك العمل عند عائلته ليعمل في إحدى المكتبات. في عام 1906 ذهب إلى مدريد وبدأ بالتخطيط لاغتيال الملك، واستعمل قنبلة وأخفاها في باقة من الورد، وحين مر موكب الملك ألقاها من إحدى الشرفات. نجا الملك من المحاولة ولم يلحق الملكة أذى إلا قليلا من بقع الدم على ردائها، لكن عدة متفرجون وبعض الخيول لقوا حتفهم.
بعد فشل المحاولة حاول مورال الاختباء في مدريد وساعده الصحفي خوزيه ناكينس، لكن بعض الأشخاص تعرفوا عليه. وطارده رجال البوليس حينا لكنه استسلم في النهاية. وقتل حارسه الذي اصطحبه إلى سجن توريخون، ثم انتحر بعدها. وعرضت جثتاهما في ساحة المدينة.